# Spiraea morrisonicola
Spiraea morrisonicola là loài thực vật có hoa trong họ Hoa hồng. Loài này được Hayata miêu tả khoa học đầu tiên năm 1911.